# ساندرو کنتیننتسا
ساندرو کُنتیننتسا (ایتالیایی: Sandro Continenza؛ ‏ ۱۳ ژوئیهٔ ۱۹۲۰ – ۲۱ نوامبر ۱۹۹۶) فیلم‌نامه‌نویس اهل ایتالیا بود.
از فیلم‌های او می‌توان به زیباترین روزها، نوبت توست که بمیری، چشم طمع به همسایه طبقه پنجم نداشته باشید، انجیرتیغی، چرا عشق‌بازی نمی‌کنیم؟، برده نازنینم، گربه مامان، آن قطار زرهی لعنتی، تن‌کامه، خوش به‌حال پولداران، رؤیای زورو، یک روز در دادگاه، همسر زیبای میلر، حیف که او بدذات است، صلیبیون توانا، دل‌های شکسته، فضول، سکس با لبخند ۲، کشور زنگ‌ها، زنی تنها و مرد خانواده اشاره کرد.